# Программирование

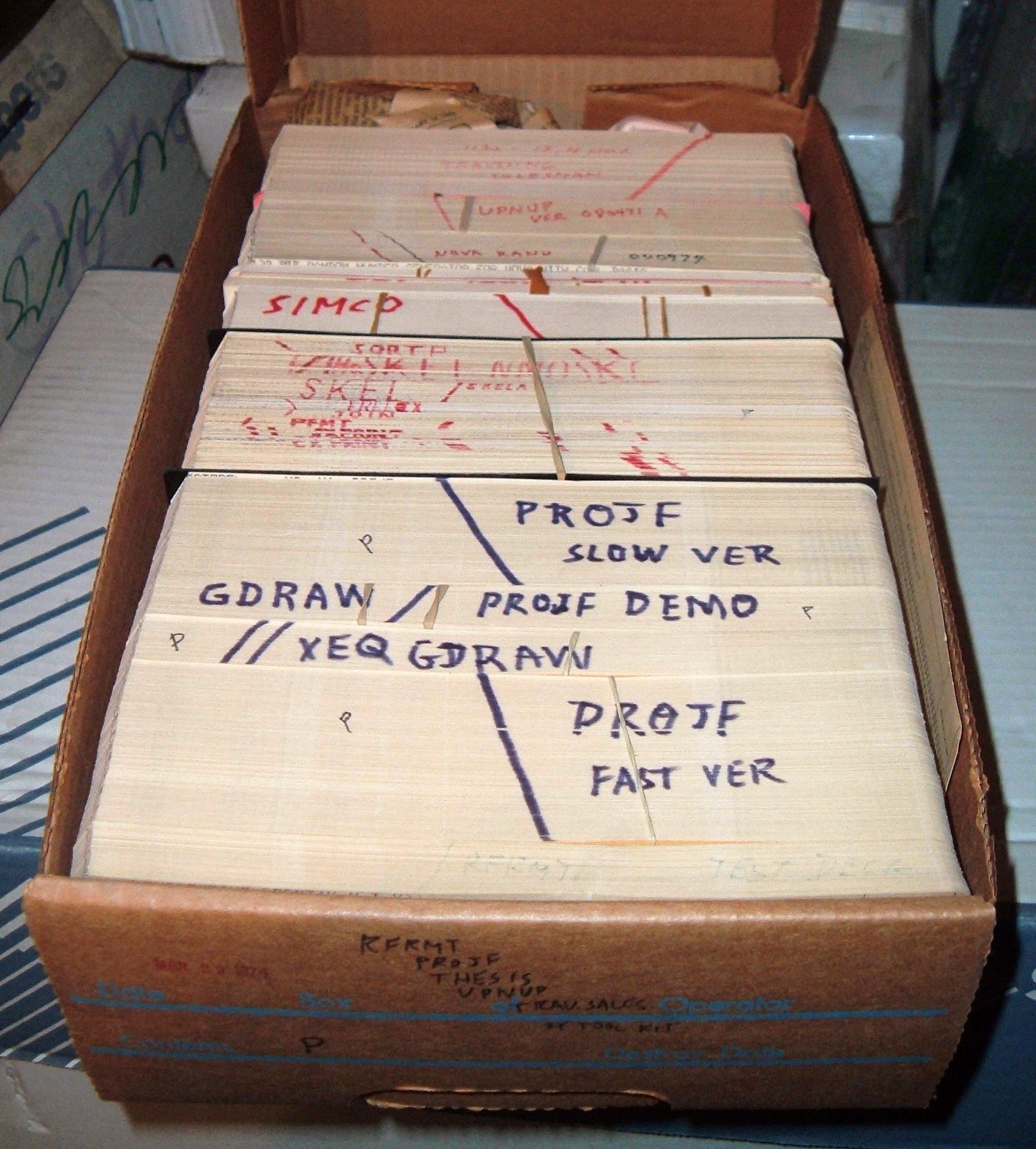
Данные и инструкции когда-то хранились на внешних перфокартах, сортировались и упорядочивались в программные колоды.

Программи́рование — процесс создания и модификации компьютерных программ.
По выражению одного из основателей языков программирования Никлауса Вирта «Программы = алгоритмы + структуры данных».
Программирование основывается на использовании языков программирования и средств программирования. В основном языки программирования основаны на текстовом представлении программ, но иногда программировать можно, используя, например, визуальное программирование или «zero-code» программирование.

## История

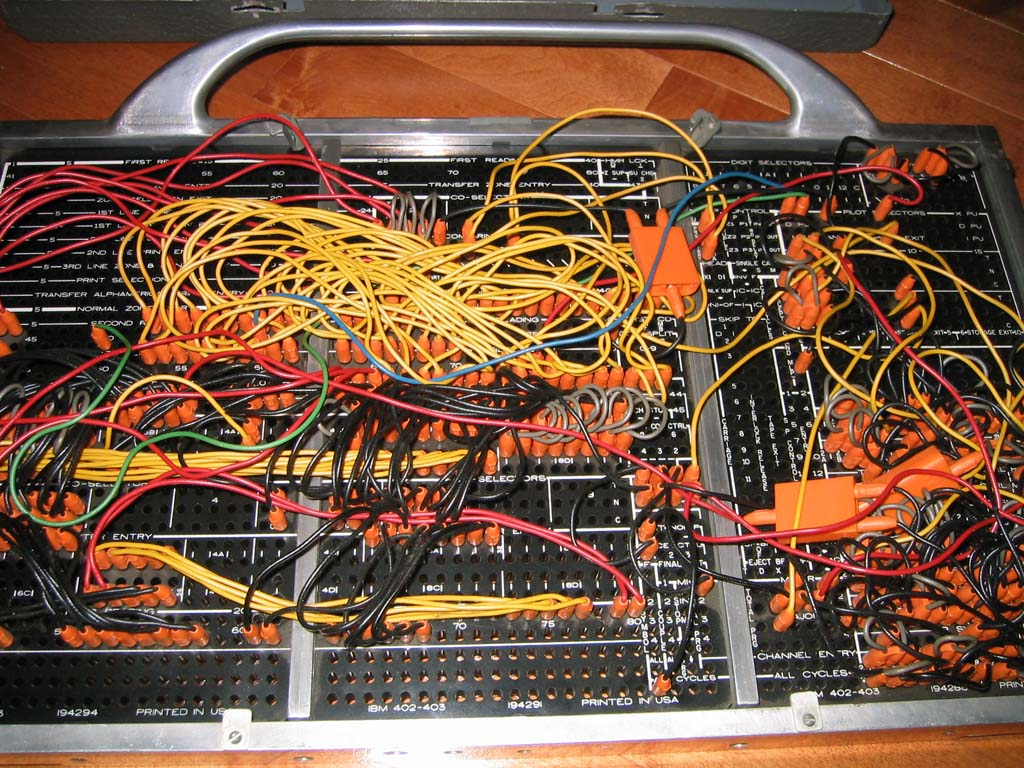
Коммутационная панель суммирующей машины IBM 402

205 год до н. э. (150 год до н. э.) — антикитерский механизм из Древней Греции был калькулятором, использовавшим шестерни различных размеров и конфигурации, обусловливающих его работу по отслеживанию метонова цикла, до сих пор использующегося в лунно-солнечных календарях.
1206 год — Аль-Джазари построил программируемый автомат-гуманоид. Одна система, задействованная в этих устройствах, использовала зажимы и кулачки, помещённые в деревянный ящик в определённых местах, которые последовательно задействовали рычаги, которые, в свою очередь, управляли перкуссионными инструментами.
1804 год — Жозеф Мари Жаккар построил жаккардовый ткацкий станок, который произвёл революцию в ткацкой промышленности, предоставив возможность программировать узоры на тканях при помощи перфокарт. Его иногда считают первым программируемым устройством.
1843 год — Чарлз Бэббидж разработал проект (но не смог его реализовать, в том числе благодаря близорукости английского правительства) «Аналитической машины» — основанного на механических узлах и с приводом в виде парового двигателя первого программируемого вычислительного устройства.
Графиня Ада Августа Лавлейс, дочь английского поэта Джорджа Байрона, написала первую в истории человечества программу для Аналитической машины. Эта программа решала уравнение Бернулли, выражающее закон сохранения энергии движущейся жидкости. В своей первой и единственной научной работе Ада Лавлейс рассмотрела большое число вопросов. Ряд высказанных ею общих положений (принцип экономии рабочих ячеек памяти, связь рекуррентных формул с циклическими процессами вычислений) сохранили своё принципиальное значение и для современного программирования.
В материалах Бэббиджа и комментариях Лавлейс, намечены такие понятия как — подпрограмма и библиотека подпрограмм, модификация команд и индексный регистр, которые стали употребляться только в 1950-х годах. Однако ни одна из программ, написанных Адой Лавлейс, никогда так и не была запущена.
Первым широко известным и успешным языком программирования высокого уровня был Фортран, разработанный с 1954 по 1957 год, командой исследователей IBM во главе с Джоном Бакусом. Успех Фортрана привёл к образованию комитета учёных по разработке «универсального» компьютерного языка. Отдельно Джон Маккарти из Массачусетского технологического института разработал язык программирования Лисп (основанный на лямбда-исчислении), первый язык, возникший в академических кругах и получивший успех. С успехом этих начальных усилий языки программирования стали активной темой исследований в 1960-х и далее.
Первые книги по программированию в СССР
Первой советской открытой книгой по программированию, электронным вычислительным машинам и их различным применениям была выпущенная в начале 1956 года монография Анатолия Ивановича Китова «Электронные цифровые машины». Заключительная треть этой книги посвящена «Неарифметическому использованию ЭВМ» — применению компьютеров для управления производственными процессами, решению задач экономики, искусственного интеллекта, машинного перевода и т. д. Книга переведена на несколько иностранных языков и опубликована в США, Китае, Польше, Чехословакии и других странах. Об этой книге Президент Академии наук СССР Г. И. Марчук писал «Вышедшая в 1956 году книга А. И. Китова „Электронные цифровые машины“ фактически сделала переворот в сознании многих исследователей». Выдающийся учёный современности В. М. Глушков отмечал: «А. И. Китов — признанный пионер кибернетики, заложивший основы отечественной школы программирования и применения ЭВМ для решения военных и народнохозяйственных задач. Я сам, как и десятки тысяч других специалистов, получил свои начальные компьютерные знания из его книги „Электронные цифровые машины“ — первой отечественной книги по ЭВМ и программированию». Профессор Мичиганского университета Джон Карр (John Carr, USA) в своей монографии «Лекции по программированию» (1958, США) писал о том, что, проанализировав по рассматриваемой тематике порядка 150 выпущенных в мире на тот момент времени книг, пришел к выводу, что вопросы как ручного, так и автоматического программирования лучше всего освещены в книге Анатолия Китова.
Через шесть месяцев в том же 1956 году вышла в свет под редакцией А. И. Китова книга (А. И. Китова, Н. А. Криницкого и П. Н. Комолова) «Элементы программирования» (для электронных вычислительных машин). Эта почти трёхсотстраничная книга стала второй в СССР общедоступной компьютерной монографией. В заключении этой книги продекларировано: «Широкое применение этих машин (ЭВМ) поднимет на новый небывало высокий уровень все виды производства в нашей стране, позволит резко повысить материальное благосостояние нашего народа и значительно укрепить обороноспособность нашей Родины». Данные две книги, покрыли громадный дефицит литературы по ЭВМ и программированию, существовавший в то время в Советском Союзе.
Вышедшая в свет в 1959 году книга «Электронные цифровые машины и программирование» (Китова А. И. и Криницкого Н. А.) была первым в СССР официальным учебником по ЭВМ и программированию, официально допущенным Министерством образования СССР для обучения в ВУЗах и университетах. Об этой книге Президент Академии наук СССР Г. И. Марчук писал: «В 1959 году появился другой фундаментальный труд А. И. Китова, написанный вместе с Н. А. Криницким — „Электронные цифровые машины и программирование“. Это была фактически энциклопедия науки об ЭВМ. Многие поколения студентов в университетах и вузах страны с помощью этой замечательной книги получили фундаментальное образование и стали первоклассными учёными во многих областях знаний. Книги А. И. Китова, написанные в начале эры ЭВМ в нашей стране, не должны быть забыты». Эта книга была издана в Румынии, Венгрии, Германской демократической республике и ряде других стран. Второе стереотипное издание книги «Электронные цифровые машины и программирование» появилось в 1961 году. Общий тираж иностранных и двух советских изданий составил свыше 130 000 экземпляров. Об этом учебнике-энциклопедии в своих воспоминаниях ветеран кафедры вычислительной техники МЭИ (первая кафедра ЭВМ в стране), д. т. н., профессор А. К. Поляков написал так: «По-моему мнению, учебник А. И. Китова и Н. А. Криницкого „Электронные цифровые машины и программирование“ (1959) в то время был лучшим в мире».

## Языки программирования
Большая часть работы программистов связана с написанием исходных текстов (иногда язык программирования может быть и не текстовым, а графическим), тестированием и отладкой программ на одном из языков программирования. Исходные тексты и исполняемые файлы программ являются объектами авторского права и являются интеллектуальной собственностью их авторов и правообладателей.
Различные языки программирования поддерживают различные стили программирования (парадигмы программирования). Выбор нужного языка программирования для некоторых частей алгоритма позволяет сократить время написания программы и решить задачу описания алгоритма наиболее эффективно. Разные языки требуют от программиста различного уровня внимания к деталям при реализации алгоритма, результатом чего часто бывает компромисс между простотой и производительностью (или между «временем программиста» и «временем пользователя»).
Единственный язык, напрямую выполняемый ЭВМ — это машинный язык (также называемый машинным кодом и языком машинных команд). Изначально все программы писались в машинном коде, но сейчас этого практически уже не делается. Вместо этого программисты пишут исходный код на том или ином языке программирования, затем, используя компилятор, транслируют его в один или несколько этапов в машинный код, готовый к исполнению на целевом процессоре, или в промежуточное представление, которое может быть исполнено специальным интерпретатором — виртуальной машиной. Но это справедливо только для языков высокого уровня. Если требуется полный низкоуровневый контроль над системой на уровне машинных команд и отдельных ячеек памяти, программы пишут на языке ассемблера, мнемонические инструкции которого преобразуются один к одному в соответствующие инструкции машинного языка целевого процессора ЭВМ (по этой причине трансляторы с языков ассемблера получаются алгоритмически простейшими трансляторами).
В некоторых языках вместо машинного кода генерируется интерпретируемый двоичный код «виртуальной машины», также называемый байт-кодом (byte-code). Такой подход применяется в Forth, некоторых реализациях Lisp, Java, Perl, Python, языках для .NET Framework.

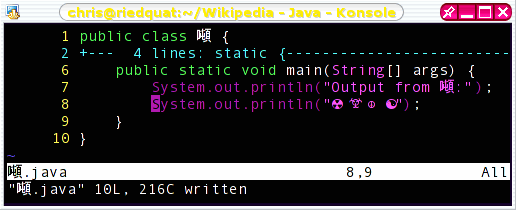
Скриншот фрагмента кода на языке Java в текстовом редакторе vim, демонстрирующий подсветку синтаксиса, поддержку юникода, фолдинг

## Инструменты
Текстовый редактор среды программирования может иметь специфичную функциональность, такую, как индексация имён, отображение документации (например Doxygen), подсветка синтаксиса, средства визуального создания пользовательского интерфейса. С помощью текстового редактора программист производит набор и редактирование текста создаваемой программы, который называют исходным кодом. Язык программирования определяет синтаксис и изначальную семантику исходного кода.
В процессе программирования в настоящее время широко используются интегрированные среды разработки, в состав которых обычно входят:
- редактор для ввода и редактирования текста программ[10];
- транслятор для преобразования текста программы в машинное представление;
- отладчик для отладки (поиска и устранения ошибок);
- компоновщик для сборки программы из нескольких модулей;
- другие служебные модули и инструменты.